# Хрман, Даниел
Даниел Хрман (хорв. Danijel Hrman; 7 августа 1975, Иванец) — хорватский футболист, полузащитник. Выступал в национальной сборной Хорватии.

## Биография

### Клубная карьера
Даниел Хрман родился в маленьком югославском городе Иванец. Свою карьеру Хрман начал в клубе «Вартекс» из города Вараждина. С 1997 по 2003 Даниел провёл за клуб 139 матчей и забил 10 мячей. В 2003 году 28-летнего Хрман подписал контракт с российским клубом «Спартак», но в «Спартаке» Даниел не заиграл и даже попал в допинговый скандал, разразившийся в 2003 году.
В начале 2004 года Даниел перешёл в загребское «Динамо», но проведя в клубе пол-сезона, перешёл в «Хайдук» из Сплита. В новом клубе Хрман не стал игроком основного состава, проведя всего 11 матчей. По окончании сезона Хрман вернулся в свой родной клуб «Вартекс», в котором с 2006 по 2007 год Даниэль провёл только 12 матчей, после чего перешёл в албанскую «Тирану». В том же 2007 году Хрман вернулся в «Вартекс» доигрывать свою карьеру. В 2008 году руководство «Вартекса» разорвало контракт с 32-летним Хрманом. В настоящее время Хрман — завершил карьеру.

### Карьера в сборной
За национальную сборную Хорватии Даниел провёл четыре матча в период с 2001 по 2003 год.
- 10 ноября 2001 Сеул, Южная Корея — Хорватия 2:0
- 13 ноября 2001 Кванджу, Южная Корея — Хорватия 1:1
- 27 марта 2002 Загреб, Хорватия — Словения 0:0
- 9 февраля 2003 Шибеник, Хорватия — Македония 2:2